# النجد (مبين)

تعديل مصدري - تعديل

النجد هي إحدى قرى عزلة بني عكاب بمديرية مبين التابعة لمحافظة حجة، بلغ تعداد سكانها 115 نسمة حسب تعداد اليمن لعام 2004.